# Куваршино
Куваршино — деревня в Емельяновском районе Красноярского края. Входит в состав Частоостровского сельсовета.

## География
Деревня находится в центральной части края, в пределах подтаёжно-лесостепного района лесостепной зоны, на левом берегу реки Серебряковки, при автодороге 04Н-312, на расстоянии приблизительно 40 километров (по прямой) к северо-востоку от посёлка городского типа Емельяново, административного центра района. Абсолютная высота — 125 метров над уровнем моря.
Климат
Климат характеризуется как резко континентальный, с продолжительной морозной зимой и коротким тёплым летом. Средняя температура воздуха самого тёплого месяца (июля) составляет 19 °C (абсолютный максимум — 38 °C); самого холодного (января) — −16 °C (абсолютный минимум — −53 °C). Продолжительность безморозного периода составляет в среднем 95 — 115 дней. Среднегодовое количество атмосферных осадков составляет 430—680 мм, из которых большая часть выпадает в летний период.

## История
По данным 1926 года имелось 234 хозяйства и проживало 1176 человек (575 мужчин и 601 женщина). В национальном составе населения того периода преобладали русские. Функционировали школа I ступени, колхоз и лавка общества потребителей. В административном отношении являлась центром Куваршинского сельсовета Красноярского района Красноярского округа Сибирского края.

## Население
| 2010 |
| ---- |
| 207  |

Половой состав
По данным Всероссийской переписи населения 2010 года в гендерной структуре населения мужчины составляли 50,2 %, женщины — соответственно 49,8 %.
Национальный состав
Согласно результатам переписи 2002 года, в национальной структуре населения русские составляли 98 % из 251 чел.